# X-Rays in obstetrics
X-Rays in obstetrics er en film instrueret af Poul Hjertholm.

## Handling
Demonstration af apparatur til røntgenfotografering. Filmen er lavet til anvendelse ved universitetsundervisning i lægevidenskab.